# Singularity
Pour les articles homonymes, voir Singularity (homonymie).
 (août 2006).
Singularity est le nom d'un projet expérimental de système d'exploitation de 2003 à 2010 par Microsoft Research et vise à atteindre une certaine sûreté de fonctionnement. Pour cela, il est presque intégralement développé en code managé.
À l'époque, ce projet voulait être la prochaine génération de système d'exploitation de Microsoft et est son projet pluri-départemental le plus important. Singularity n'a plus rien à voir avec les anciens Windows, car les 35 développeurs[réf. nécessaire] qui y travaillent à plein temps sont partis de rien et, pour le moment[Quand ?], le noyau n'est composé que de 300 000 lignes de code[réf. nécessaire] (ce qui est peu pour un système d'exploitation).

## Nouveauté
Les SIPs (Software Isolated Processes) fonctionnent en environnement fermé. Deux SIPs ne peuvent accéder en même temps au même objet, et ils sont créés et terminés par le système lui-même au gré de ses besoins. Ce ne sont pas des processus permanents donc ils n'encombrent ni le disque dur ni la RAM car la plage mémoire utilisée est directement attribuée à autre chose. Certains spécialistes estiment que ce système pensé il y a longtemps par Xerox entraîne un ralentissement du système, mais d'ici la sortie de Singularity, la puissance de nos PC aura nettement augmenté.

## Spécificités
- Singularity est écrit dans sa quasi-totalité en C#, ou en combinaison avec l'un de ses dérivés, Sing#.
- Il ne s'appuie pas sur le Common Language Runtime de Microsoft, ni sur le Java mais sur Bartok (ensemble compilateur-interface graphique développé par Microsoft Research).

## Statut du projet
La version 1.0 de Singularity est rendue disponible en 2007. Un kit de développement pour Singularity est sorti sous licence Shared Source, qui permet une utilisation académique non commerciale, et est disponible sur CodePlex. La version 1.1 est sortie en mars 2007 et la version 2.0 est sortie le 14 novembre 2008.

## Projets similaires
- Inferno, créé en 1995, basé sur Plan 9 des laboratoires Bell, les programmes sont exécutés dans une machine virtuelle et sont réécrits en Limbo au lieu de CIL/C#.
- JavaOS, un système d'exploitation basé sur le même concept que Singularity.
- JNode, un système d'exploitation similaire à Singularity, mais s'appuyant sur le langage Java.
- JX, un système d'exploitation Java qui, comme Singularity, utilise la sûreté du typage à la place de la protection de la mémoire matérielle.
- Phantom OS, un système d'exploitation managé.
- MOSA, compilateur .NET et système d'exploitation utilisant le langage C#